# NGC 7765
NGC 7765 je spirální galaxie v souhvězdí Pegase. Její zdánlivá jasnost je 14,6m a úhlová velikost 0,7′ × 0,7′. Je vzdálená 350 milionů světelných let, průměr má 70 000 světelných let. Spolu s NGC 7766, NGC 7767 a NGC 7768 tvoří skupinu galaxií Holm 818. Galaxii objevil 12. října 1855 R. J. Mitchell.